# Nealcidion costatum
Nealcidion costatum är en skalbaggsart som först beskrevs av Monné och Martins 1976.  Nealcidion costatum ingår i släktet Nealcidion och familjen långhorningar.
Artens utbredningsområde är Venezuela. Inga underarter finns listade i Catalogue of Life.